# Didi und die Rache der Enterbten
Didi und die Rache der Enterbten ist eine deutsche Filmkomödie aus dem Jahr 1985 mit dem Schauspieler, Kabarettisten und Komiker Dieter Hallervorden in mehreren Hauptrollen.

## Handlung
Der alte Bankier Gustav Böllemann segnet das Zeitliche, nachdem er sich kurz zuvor noch mit einer leichten Dame amüsiert hatte. Da der 92-jährige über ein beträchtliches Vermögen verfügte, treffen bald darauf vier Neffen und eine Nichte zur offiziellen Testamentsverkündung mit Notar Prätorius in der Villa Böllemann ein. Doch die zur Verlesung gehörende Videobotschaft des alten Herren entpuppt sich als böse Überraschung für die Hinterbliebenen: In seinem letzten Willen enterbt Böllemann kurzerhand die gierige Verwandtschaft – von der er nichts hält, weil sie es allesamt zu nichts gebracht haben – und benennt Dieter Dödel, einen Neffen dritten Grades, als Alleinerben seines 30-Millionen-D-Mark-Vermögens. Dieser sei der einzige aus der Verwandtschaft, der ihn nie um Geld angepumpt habe – wie sich später herausstellt, nur aus dem Grund, weil er nie Böllemanns Adresse herausfand.
Besagter Dieter Dödel konnte vom Notar bisher noch nicht ausfindig gemacht werden, so dass er von seinem Glück nichts ahnt. Die verärgerte Verwandtschaft beschließt daraufhin – und von Prätorius’ Worten „Tote können nichts mehr erben!“ angestachelt – Dödel zu beseitigen, um selbst an die Millionen zu gelangen, die dann unter allen aufgeteilt würden. Dafür will jeder der nur noch vier Enterbten (der verfressene Restaurant-Tester Titus Böllemann war bereits während der Testamentseröffnung an einem Ananasstück erstickt) Dödel persönlich umbringen.
Dieter Dödel ist ein völlig verarmter Totengräber auf einem städtischen Friedhof, der in seiner Stammkneipe hohe Schulden hat. Aufgrund von Mietrückständen droht ihm auch der Verlust seiner schäbigen Einzimmerwohnung. Sämtliche legalen wie illegalen Versuche, aus seiner finanziellen Misere herauszukommen, scheiterten bisher kläglich und brachten Dödel nur noch tiefer in die Bredouille. Er versucht, einen besser bezahlten Job zu finden. Auf eine Zeitungsannonce trifft er am Bahnhof den dubiosen Mike, der ihm aus dem Schließfach zwei schwere Koffer mit Erotika („nackte Weiber und so“: Die Sittengeschichte des Abendlandes, Nummer 1 auf Der Hitliste) holt, die Didi für 300 DM pro Band an den Mann bringen soll, was jedoch nicht gelingt. Nachdem er Mike seine Uhr und den Ausweis (zur Sicherheit) überlassen hatte, steht Didi wieder als Gelackmeierter da.
Nichte Florentine erinnerte sich bei der Testamentseröffnung vage an Didis vermutliche Adresse. Jeder der vier versucht nun auf seine eigene Art und Weise, Dieter ins Jenseits zu befördern. Doch Dödel kann allen Mordversuchen, die er meistens nicht einmal bemerkt, mit Glück entkommen, während sich die Enterbten nach und nach selber ausschalten: Zuerst fällt Kongo-Otto seiner eigenen Eierhandgranate zum Opfer, die Didi für den üblichen Ball des Nachbarmädchens Doris hält und wie immer zurückwirft. Die so in Dödels Nähe auftauchende Leiche macht wiederum die Polizei in Person von Kommissar Becker und dessen etwas beschränkten, aber sehr von sich überzeugten Kollegen Langenhagen (den Becker nur duldet, da er der Sohn des Bürgermeisters ist), aufmerksam, die in Dieter einen mordenden Schwerverbrecher sehen. Die Polizei nimmt den ahnungslosen Didi als Tatverdächtigen fest, währenddessen tauchen Florentine und ihr Gatte Rüdiger in Didis Bleibe auf. Rüdiger, der ihr pausenloses Gemäkel und Gestichel leid ist, tötet Florentine mit mehreren, eigentlich für Didi vorgesehenen Stromschlägen. Kurz darauf tritt Emilio auf den Plan, hält Rüdiger für Didi und durchsiebt ihn mit seiner MP. Zwei weitere Leichen, nun in seinem „Schlafzimmer“, erleichtern Didis Lage nicht gerade. Immerhin hat er ein Alibi, nun stürzt sich aber eine Pressemeute auf ihn, der er entwischen kann. Emilio merkt, dass er den falschen Mann umgebracht hat. Bei der anschließenden Verfolgungsjagd auf den wahren Didi erschießt er zuerst aus Versehen seinen Partner Alfredo im Spiegelkabinett auf dem Rummelplatz, bevor er von der Achterbahn stürzt. Albert schickt ein mit Sprengstoff beladenes Fernlenkflugzeug, das dem Signal eines als Feuerzeug getarnten Peilsenders folgt, den er Dödel zugespielt hat. Als der Sender unter Alberts Wohnwagen auf der Flucht vor Emilio verloren geht, kommt der etwas vertrottelte Erfinder durch seine eigene Erfindung ums Leben. Immer wieder erscheint Dr. Prätorius auf der Suche nach Didi Dödel an den Tatorten, doch er kommt immer zu spät und wird vom überheblichen Langenhagen abgewimmelt.
Nachdem Dödel allen Anschlägen entgangen und als einziger Verwandter übrig geblieben ist, findet Prätorius schließlich seinen Klienten. Bei der Testamentseröffnung in der Böllemannschen Villa zieht der Notar plötzlich eine Pistole und bedroht Dödel, da er als Vermögensverwalter selbst das Erbe einbehalten will. Er scheucht Dödel aufs Dach der Villa, um dessen Selbstmord vorzutäuschen, allerdings stürzt er dabei selbst in die Tiefe. Becker und Langenhagen sind dem Grund für die Mordserie schließlich auch noch auf die Spur gekommen, nachdem Langenhagen sich des entscheidenden Hinweises erinnert hat: eines Briefs von Dr. Prätorius an Didi, den er bei der Durchsuchung von Didis Unterkunft fand, einsteckte, aber zunächst nicht weiter beachtete. Als die Ermittler bei der Villa Böllemann eintreffen, ist Kommissar Becker angesichts des weiteren Toten, Dr. Prätorius, völlig entnervt und will in den Ruhestand gehen. Der Fall ist gelöst und Didi Dödel kann einem überraschenden Wohlstand entgegensehen.

## Hintergrund
- Der Film hat Parallelen zu dem Heinz-Rühmann-Film Lachende Erben von 1933, worin ebenfalls der reiche Verstorbene Bockelmann posthum die Testamentsverkündung über eine Aufnahme, in diesem Fall eine Schallplatte, zu den vermeintlichen Erben spricht. Diese sollen jedoch enterbt werden – er konnte sie ebenso wenig leiden – und das gesamte Vermögen soll einem Neffen zufallen, wobei die Stimme von der Schallplatte jedoch eine Bedingung nennt. Auch in diesem Film soll dem Neffen das Vermögen abgejagt werden.
- Der Film weist auffällige Parallelen zur Filmkomödie Adel verpflichtet (Kind Hearts and Coronets) aus dem Jahr 1949 auf. In dieser übernahm der Schauspieler Alec Guinness acht verschiedene Rollen und spielte sämtliche Verwandten der Hauptfigur, darunter auch eine Frau. Das Grundkonzept der Handlung ist dabei dem von Didi und die Rache der Enterbten entgegengesetzt: Ein mittelloser Verwandter ermordet die in der Erbfolge über ihm stehenden Familienmitglieder, um selbst zum Erben des Familienvermögens und insbesondere des Herzogtitels aufzusteigen. Ähnlich dieser Vorlage verkörpert Dieter Hallervorden in Didi und die Rache der Enterbten sieben Rollen. Diese sind im Einzelnen:
  - Gustav Böllemann: verstorbener Bankier, der seine Verwandten enterbt. Stirbt, als er vom Krankenbett fällt: er wollte das nur mit einem Hemd bekleidete Callgirl beim „Pflücken“ der „Belohnung“ vom Kronleuchter von unten genauer beobachten
  - Dieter Dödel: Neffe dritten Grades des Verstorbenen, verarmter Totengräber
  - Titus Böllemann: Enterbter, gewichtiger und verfressener Gastronomietester, welcher bereits während der Testamentsverkündung an einer Ananas erstickt
  - Otto Böllemann: Enterbter, bekannt als Kongo-Otto, brutaler Afrika-Söldner und desertierter ehemaliger Bundeswehr-Feldwebel. Stirbt durch die Explosion seiner eigenen Handgranate, die eigentlich Dödel töten sollte. Die Rolle ist angelehnt an die reale Figur des in den 1960er Jahren berühmt-berüchtigt gewordenen Afrika-Söldners Siegfried „Kongo“ Müller (1920–1983).[1]
  - Albert Böllemann: Enterbter, zerstreuter stotternder Erfinder, der in einem Wohnmobil mit einem Papagei lebt und kaum funktionierende Apparate konstruiert. Er stirbt durch den explosiven Einschlag seines eigenen Mini-Kampfflugzeugs in sein Wohnmobil.
  - Emilio Böllemann: Enterbter, italienischer Mafioso. Stirbt durch Absturz von der Achterbahn, nachdem er versehentlich seinen Kompagnon Alfredo im Spiegelkabinett erschossen hat.
  - Florentine Böllemann: Enterbte, ehemalige Kellnerin, die den erfolglosen und duckmäusernden Staubsaugerverkäufer Rüdiger geheiratet hat und diesen herumkommandiert und erniedrigt. Standardsatz: „Rüdiger, du bringst mich noch ins Grab.“ Wird von ihrem entnervten Mann durch Stromschlag ermordet, als sie versuchen, Dödels Dusche unter Hochspannung zu setzen. Kurz darauf wird Rüdiger von Emilio Böllemann und dessen Kompagnon Alfredo erschossen, da die beiden ihn irrtümlich für Dieter Dödel halten.
- Der Film entstand unter dem Arbeitstitel Auch Erben müssen sterben.
- Didi und die Rache der Enterbten zeichnet sich neben teils tiefgründigem Wortwitz, Situationskomik und Running Gags durch für die damalige Zeit spektakuläre Stunts aus, die zudem überwiegend vom 50-jährigen Dieter Hallervorden selbst gespielt wurden. Dazu gehören beispielsweise eine Fahrt mit Rollschuhen und zwei Koffern auf einem Baugerüst und durch eine Tiefgarage sowie Klettereien auf dem Dach der Böllemann-Villa.
- Auch technisch war der Film, bedingt durch die sieben mit einer Person besetzten Rollen, eine Herausforderung, zumal 1985 der Einsatz von Computerbearbeitungen im Filmbereich finanziell und technisch kaum möglich war.
- Hallervorden realisierte den Film unter Mithilfe einiger Kollegen aus seinem Kabarett Die Wühlmäuse. Harald Effenberg erlangte hierbei durch seine Rolle „Theo in der Tonne“ erstmals größere Bekanntheit.
- Als Reporter Bodo agiert Lutz Riedel, einer der bekanntesten deutschen Synchronsprecher, unter anderem als Stimme von Timothy Dalton.
- Der Film startete am 8. Februar 1985 in den deutschen Kinos. Im Fernsehen war er erstmals am 12. Mai 1987 ab 20.15 Uhr im ZDF zu sehen.[2][3]
- Es existiert eine US-englische Synchronfassung unter dem Titel Nonstop Trouble with the Family.[4]
- Die Dreharbeiten fanden zum Teil in Berlin-Wannsee in der Villa Herz statt. Die Villa dient häufig als Kulisse für Filmproduktionen.[5]

## Kritiken
„Blödelknaller der stotternden Art, für Fans.“

„Dieter Hallervorden gestaltet diesen Film zu einer One-Man-Show, in der er gleich sieben Figuren verkörpert. Das naheliegende Vorbild – Alec Guinness in ‚Adel verpflichtet‘ (1949) – erreicht er mit seinem Klamauk allerdings nicht.“

## DVD-Veröffentlichung
Der Film erschien am 13. September 2004 bei Turbine Medien auf DVD. Für die Neuveröffentlichung auf BD und DVD 2011 im Rahmen der Dieter Hallervorden Collection wurde der Film vom Originalnegativ neu abgetastet und digital restauriert.